# Burr (Nebraska)
Burr è un villaggio degli Stati Uniti d'America della contea di Otoe nello Stato del Nebraska. La popolazione era di 57 persone al censimento del 2010.

## Storia
Burr è stata intrecciata negli anni 1880 quando la ferrovia è stata estesa fino a quel punto. La comunità prende il nome da alcuni alberi di burr oak vicini al sito originale della città.

## Geografia fisica
Burr è situata a 40°32′13″N 96°18′02″W (40.536891, -96.300651).
Secondo lo United States Census Bureau, ha un'area totale di 0,09 miglia quadrate (0,23 km²).

## Società

### Evoluzione demografica
Secondo il censimento del 2010, c'erano 57 persone.

### Etnie e minoranze straniere
Secondo il censimento del 2010, la composizione etnica del villaggio era formata dal 100,0% di bianchi.